# Talpa levantis
El topo oriental (Talpa levantis) es una especie de mamífero soricomorfo de la familia Talpidae.

## Distribución
Se encuentra en Armenia, Azerbaiyán, Bulgaria, Georgia, Irán, sureste de la Rusia europea y Turquía.